# Madonna mit Kind (Cadillac-sur-Garonne)

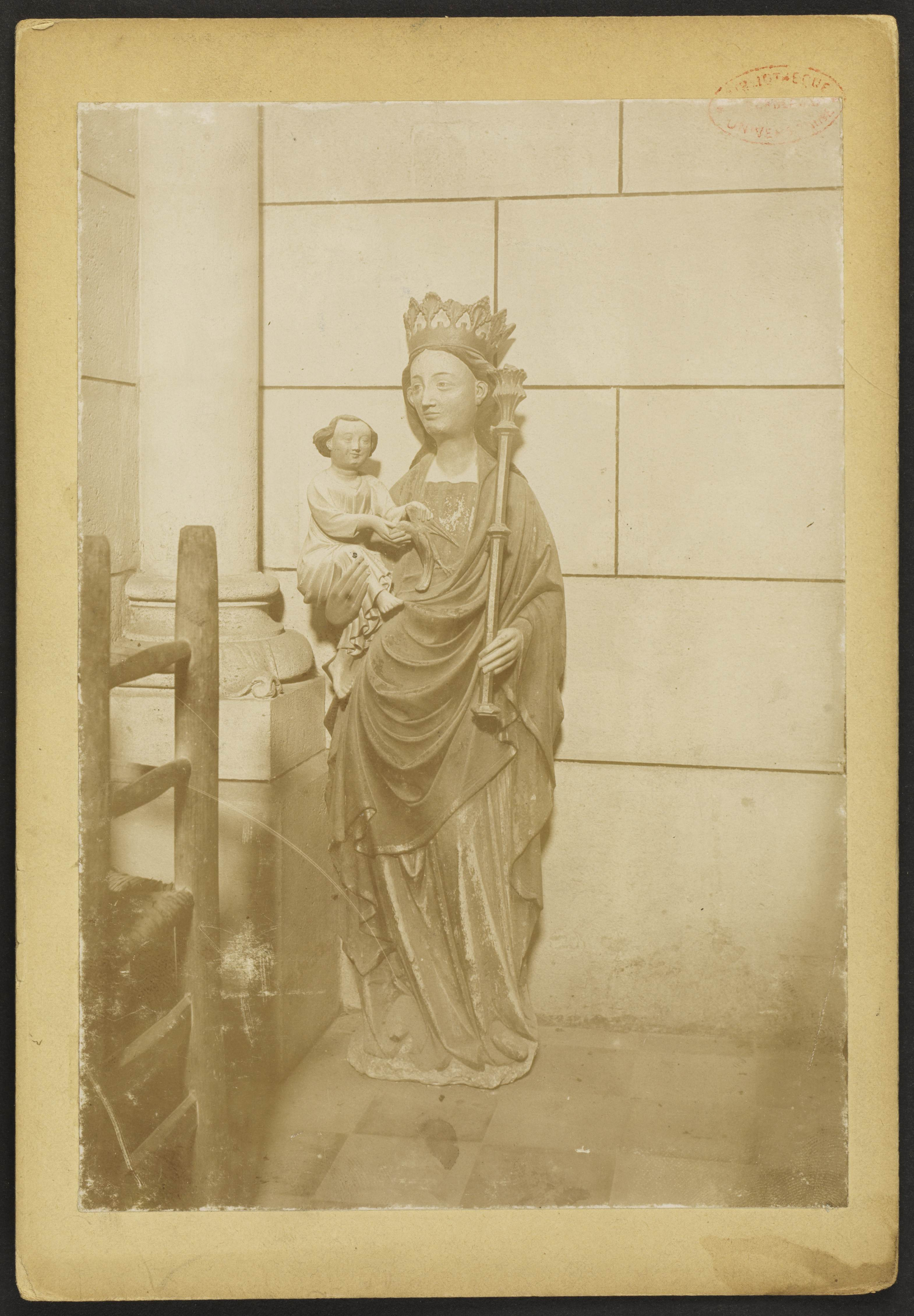
Madonna mit Kind in Cadillac (Foto von Jean-Auguste Brutails, um 1900)

Die Skulptur Madonna mit Kind in der Kirche St-Blaise-St-Martin in Cadillac-sur-Garonne, einer französischen Gemeinde im Département Gironde der Region Nouvelle-Aquitaine, wurde um 1800 geschaffen. Im Jahr 1980 wurde die barocke Skulptur als Monument historique in die Liste der denkmalgeschützten Objekte (Base Palissy) in Frankreich aufgenommen.
Die Skulptur aus Holz ist 64 cm hoch und bemalt. Das Jesuskind sitzt auf dem rechten Arm von Maria und wendet sein Gesicht in Richtung des Betrachters. Die vielen Falten von Marias Kleid, die in der linken Hand ein Szepter hält und auf dem Kopf eine Krone trägt, geben ihrer Erscheinung eine Fülle.